# MTV Unplugged: Shawn Mendes
MTV Unplugged ist das zweite Livealbum des kanadischen Sängers und Songwriters Shawn Mendes. Es erschien im November 2017 als Teil der MTV-Unplugged-Konzertreihe.

## Entstehung und Veröffentlichung
Die Erstveröffentlichung von MTV Unplugged erfolgte am 3. November 2017 bei Island Records. Das Album erschien in seiner Originalausführung als CD (Katalognummer: 00602567089292) und LP (Katalognummer: 00602567089339) sowie zum Download und Streaming.
Am 8. September 2017 wurde das MTV-Unplugged-Konzert in Los Angeles im Ace Hotel aufgenommen. Während dem Konzert wurden Titel von Mendes’ ersten beiden Studioalben Handwritten (April 2015) und Illuminate (September 2016) gespielt.

## Titelliste
| #  | Titel                           | Autor(en)                                                                 | Produzent(en)                        | Länge |
| -- | ------------------------------- | ------------------------------------------------------------------------- | ------------------------------------ | ----- |
| 1  | There's Nothing Holdin' Me Back | Teddy Geiger, Scott Harris, Shawn Mendes, Geoff Warburton                 | Teddy Geiger                         | 3:30  |
| 2  | Ruin                            | Scott Harris, Ido Zmishlany, Shawn Mendes, Geoff Warburton, Zubin Thakkar | Jake Gosling                         | 6:21  |
| 3  | Stitches                        | Teddy Geiger, Daniel Kyriakides, Daniel Parker                            | Teddy Geiger, Danny Parker, Daylight | 4:24  |
| 4  | Three Empty Words               | Scott Harris, Shawn Mendes, Geoff Warburton                               | Jake Gosling                         | 4:19  |
| 5  | Patience                        | Teddy Geiger, Scott Harris, Shawn Mendes                                  | Jake Gosling                         | 3:13  |
| 6  | Bad Reputation                  | Scott Harris, Shawn Mendes, Geoff Warburton                               | Jake Gosling                         | 5:11  |
| 7  | Don't Be A Fool                 | Scott Harris, Shawn Mendes, Geoff Warburton                               | Jake Gosling                         | 5:37  |
| 8  | Roses                           | Tom Hull, Shawn Mendes, Tobias Jesso                                      | Jake Gosling                         | 4:14  |
| 9  | Mercy                           | Teddy Geiger, Ilsey Juber, Danny Parker, Shawn Mendes                     | Teddy Geiger, Jake Gosling           | 3:48  |
| 10 | Never Be Alone                  | Martin Terefe, Scott Harris, Shawn Mendes, Geoffrey Warburton             | Martin Terefe                        | 4:49  |
| 11 | Use Somebody / Treat You Better | Teddy Geiger, Scott Harris, Shawn Mendes                                  | Teddy Geiger, Dan Romer              | 5:16  |

## Kommerzieller Erfolg

### Chartplatzierungen
| ChartsChartplatzierungen       | Höchstplatzierung | Wochen |
| ------------------------------ | ----------------- | ------ |
| Deutschland (GfK)              | 59 (1 Wo.)        | 1      |
| Österreich (Ö3)                | 40 (1 Wo.)        | 1      |
| Schweiz (IFPI)                 | 38 (1 Wo.)        | 1      |
| Vereinigte Staaten (Billboard) | 71 (1 Wo.)        | 1      |

### Auszeichnungen für Musikverkäufe
| Land/Region               | Auszeichnungen für Musikverkäufe (Land/Region, Auszeichnung, Verkäufe) | Verkäufe |
| ------------------------- | ---------------------------------------------------------------------- | -------- |
| Vereinigte Staaten (RIAA) | —                                                                      | 8.000    |
| Insgesamt                 | —                                                                      | 8.000    |

Hauptartikel: Shawn Mendes/Auszeichnungen für Musikverkäufe